# Horace Brown
Horace Brown, född i Charlotte, North Carolina, USA, är en amerikansk R&B-sångare och musikkompositör. Brown växte upp i de fattigare delarna av staden tillsammans med flera syskon och baptistministrar som föräldrar.
Horace Brown satsade i sin ungdom på att bli en professionell basketspelare men en knäskada gjorde att han aldrig kunde fullfölja sina drömmar. År 1991 upptäcktes Brown av musikern DeVante Swing som hörde och fattade tycke för en av Browns egenkomponerade demo-låtar. Horace Brown fick sjunga bakgrundssång på Christopher Williams' singel "All I See" som släpptes år 1992. Andre Harrell, dåvarande vice-VD för Uptown Records, erbjöd Brown ett skivkontrakt med bolaget. Den första singeln från Horace Browns debutalbum blev "Taste Your Love", som gavs ut år 1994. R&B-låten skapade kontrovers på grund av dess paralleller till oralsex och bannades från många amerikanska radiostationer. "Taste Your Love" misslyckades att ta sig till några högre placeringar på topplistorna varpå Browns färdig-inspelade debutalbum förblev outgivet.
Två år senare när Harrell flyttade till Motown Records beslutade han att ta Brown med sig. En ny ledande singel, "One for the Money", gavs ut från sångarens flera år försenade debutskiva.  Låten gjorde avsevärt bättre ifrån sig än sin föregångare och tog sig till en 14:e plats på USA:s R&B-lista Hot R&B/Hip-Hop Songs och gick även in på listor i Sverige (#48) och Nya Zeeland (#8). Sångarens omarbetade debutalbum släpptes under titeln Horace Brown, och gavs slutligen ut den 18 juni 1996. Skivan tog sig till en 18:e plats på USA:s Top R&B/Hip-Hop Albums och till en 145:e plats på Billboard 200. Skivan framhävde ytterligare två singelreleaser varav "Things We Do For Love" nådde en 40:e plats i USA.
Sedan slutet av 1990-talet har Brown enbart fokuserat på att komponera musik åt olika artister, bland andra Silk, George Cole och duon Terri & Monica.

## Diskografi
- 1994: Taste Your Love (Outgiven)
- 1996: Horace Brown